# Leon I.
Leon I., případně také Leo (400–474), byl východořímským císařem v letech 457 až 474.
Leon se narodil v Thrákii a pocházel z nízkých poměrů. Po smrti Marciana byl velitelem vojska Asparem prohlášen za císaře. Aspar patrně předpokládal, že Leona bude možné snadno ovládat. Leon byl zřejmě prvním císařem, jehož korunovace byla provedena duchovním hodnostářem – v tomto případě konstantinopolským patriarchou. Ve spolupráci se západem plánované znovudobytí Afriky skončilo v roce 468 žalostnou vojenskou katastrofou a bylo spojeno s ohromnými finančními ztrátami. Navíc se zhoršila také situace na Balkáně. Někdejší Hunům podrobené germánské a sarmatské kmeny se usadily v dunajských provinciích a začaly ohrožovat zdejší římskou správu. Aspar, který byl sám Germán, byl Ostrogótům v Panonii nakloněn a uzavřel s nimi dohodu.
Oproti Asparovým očekáváním se však Leon ukázal jako zdatnější politik. Aby se mohl ubránit vzrůstajícímu tlaku Aspara, který navíc prosazoval na trůn svého vlastního syna, sestavil Leon novou císařskou gardu z Isaurů a vytvořil Asparovi protiváhu v osobě isaurského náčelníka Tarasicodissy, pozdějšího císaře Zenona, přičemž ho rovněž oženil se svojí dcerou Ariadne. Se Zenonovou pomocí byl nakonec Aspar v roce 471 zbaven moci a popraven. Což však mělo za následek eskalaci konfliktu s Ostrogóty.
Na západě dosadil Leon za císaře Anthemia a později také Julia Nepota, aniž by zde však dosáhl uklidnění. Naproti tomu se Sásánovci na východě se mu dařilo udržovat mír, což říši vojensky ulehčilo. Nástupcem Leona se stal (jen na krátký čas) jeho vnuk Leon II., syn Zenona.